# Trichoniscus ghidinii
Trichoniscus ghidinii is een pissebed uit de familie Trichoniscidae. De wetenschappelijke naam van de soort is voor het eerst geldig gepubliceerd in 1931 door Alessandro Brian.